# Gać (województwo łódzkie)
Gać – wieś w Polsce położona w województwie łódzkim, w powiecie łęczyckim, w gminie Grabów.
W latach 1975–1998 miejscowość administracyjnie należała do województwa konińskiego.
Zobacz też: Gać, Gać Kaliska, Gać Warcka